# 海州湾 (朝鲜)

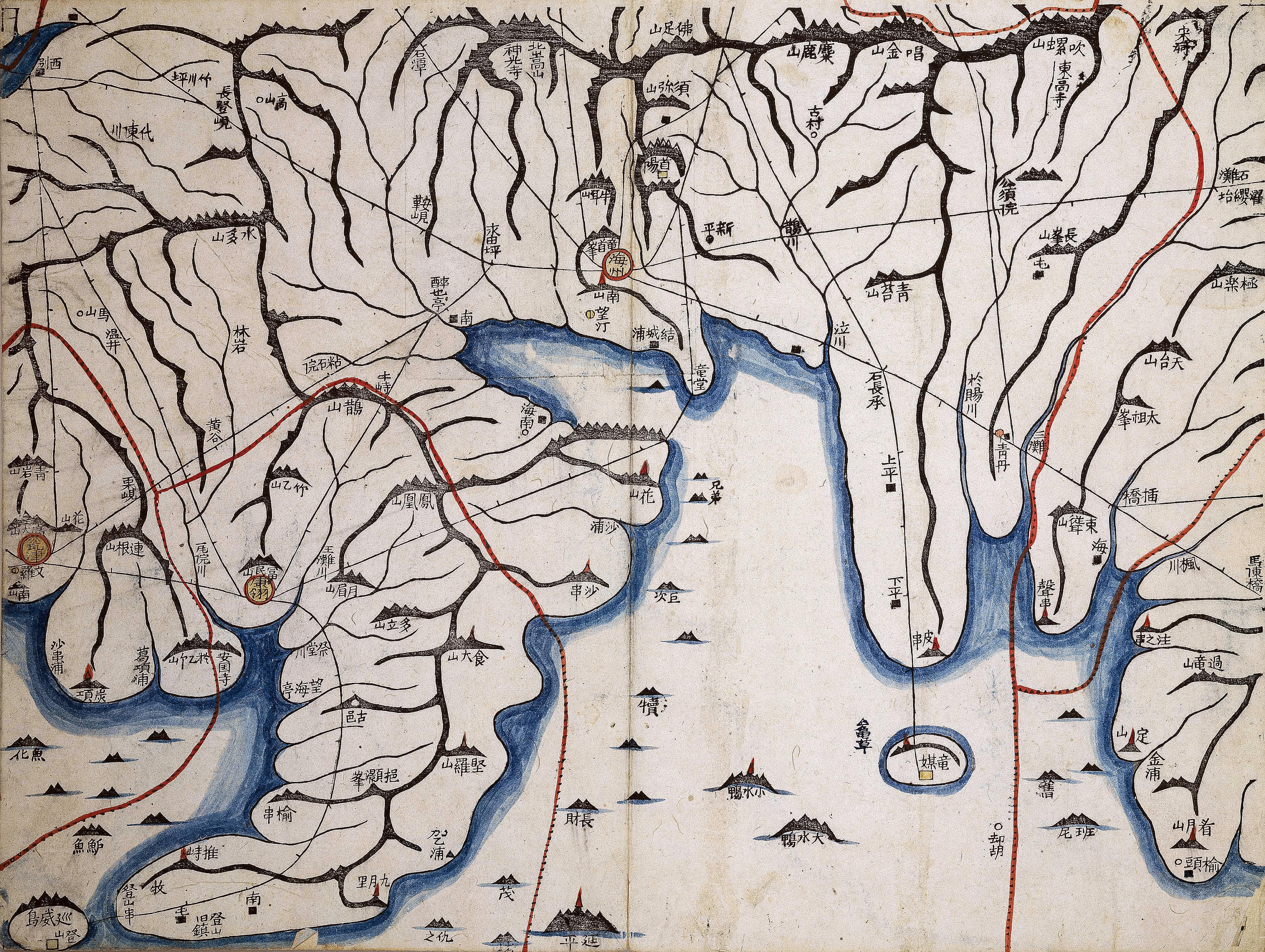
《大東輿地圖》(1861)，海州灣一帶

海州湾（韓語：해주만）是北韓黃海南道甕津半島和海州市之間的一個海灣。灣口寬23.7公里，灣深28米。海州灣受波浪影響小，氣候溫暖，底部為沙質，有利於淺海養殖。海灣盛產黃花魚、帶魚、鯖魚、蝦、鱒魚、鯛魚、鯔魚和牡蠣、蛤蜊、紫菜、海帶等海洋資源。